# Canton d'Yzeure
Le canton d'Yzeure est une circonscription électorale française située dans le département de l'Allier et la région Auvergne-Rhône-Alpes.
À la suite du redécoupage cantonal de 2014, le nombre de communes du canton reste inchangé.

## Géographie
Ce canton est organisé autour d'Yzeure dans l'arrondissement de Moulins. Son altitude varie de 194 m (Villeneuve-sur-Allier) à 278 m (Yzeure) pour une altitude moyenne de 235 m.

## Histoire
Le canton a été créé en 1973.

## Représentation

### Représentation avant 2015
| Période | Période          | Identité             | Étiquette | Qualité                                                                                        |
| ------- | ---------------- | -------------------- | --------- | ---------------------------------------------------------------------------------------------- |
| 1973    | 1985             | Jean-Paul Desgranges | PS        | Professeur Député de la 1re circonscription de l'Allier (1981-1986) Maire d'Yzeure (1977-1989) |
| 1985    | 2007 (démission) | Guy Chambefort       | PS        | Professeur Maire d'Yzeure (1989-2014) Député de la 1re circonscription de l'Allier (2007-2017) |
| 2007    | 2015             | Pascal Perrin        | PS        | Conseiller en formation continue Maire d'Yzeure depuis 2014                                    |

### Représentation depuis 2015
| Période élective | Période élective | Mandat | Mandat   | Identité         | Nuance | Nuance | Qualité                                                                      |
| ---------------- | ---------------- | ------ | -------- | ---------------- | ------ | ------ | ---------------------------------------------------------------------------- |
| 2015             | 2021             | 2015   | 2021     | Pascale Foucault |        | PS     | Enseignante Adjointe au maire d’Yzeure chargée des finances depuis mars 2014 |
| 2015             | 2021             | 2015   | 2021     | Pascal Perrin    |        | PS     | Retraité de l'Education Nationale Maire d'Yzeure depuis 2014                 |
| 2021             | 2028             | 2021   | en cours | Pascale Foucault |        | PS     | Conseillère sortante                                                         |
| 2021             | 2028             | 2021   | en cours | Pascal Perrin    |        | PS     | Conseiller sortant                                                           |

#### Élections de mars 2015
À l'issue du premier tour des élections départementales de 2015, deux binômes sont en ballottage : Pascale Foucault et Pascal Perrin (PS, 40,99 %) et Yves Lenoir et Françoise Rouault-Delisee (DVD, 21,69 %). Le taux de participation est de 55,19 % (7 061 votants sur 12 794 inscrits) contre 53,8 % au niveau départemental et 50,17 % au niveau national.
Au second tour, Pascale Foucault et Pascal Perrin (PS) sont élus avec 63,56 % des suffrages exprimés et un taux de participation de 53,27 % (3 917 voix pour 6 815 votants et 12 794 inscrits).

#### Élections de juin 2021
Le premier tour des élections départementales de 2021 est marqué par un très faible taux de participation (33,26 % au niveau national). Dans le canton d'Yzeure, ce taux de participation est de 34,06 % (4 371 votants sur 12 833 inscrits) contre 36,56 % au niveau départemental. À l'issue de ce premier tour, deux binômes sont en ballottage : Pascale Foucault et Pascal Perrin (PS, 60,98 %) et Maria Barreto et Daniel Lacassagne (Union à droite, 39,02 %).
Le second tour des élections est marqué une nouvelle fois par une abstention massive équivalente au premier tour. Les taux de participation sont de 34,3 % au niveau national, 37,8 % dans le département et 33,92 % dans le canton d'Yzeure. Pascale Foucault et Pascal Perrin (PS) sont élus avec 61,13 % des suffrages exprimés (2 452 voix pour 4 354 votants et 12 836 inscrits),,.

## Composition
Le canton d'Yzeure regroupe six communes. À la suite du redécoupage de 2014, la composition reste inchangée.
| Nom                            | Code Insee | Intercommunalité      | Superficie (km2) | Population (dernière pop. légale) | Densité (hab./km2) | Modifier                                    |
| ------------------------------ | ---------- | --------------------- | ---------------- | --------------------------------- | ------------------ | ------------------------------------------- |
| Yzeure (bureau centralisateur) | 03321      | CA Moulins Communauté | 43,24            | 12 670 (2022)                     | 293                | modifier les données · modifier les données |
| Aurouër                        | 03011      | CA Moulins Communauté | 27,06            | 411 (2022)                        | 15                 | modifier les données · modifier les données |
| Gennetines                     | 03121      | CA Moulins Communauté | 39,14            | 624 (2022)                        | 16                 | modifier les données · modifier les données |
| Saint-Ennemond                 | 03229      | CA Moulins Communauté | 38,08            | 619 (2022)                        | 16                 | modifier les données · modifier les données |
| Trévol                         | 03290      | CA Moulins Communauté | 40,84            | 1 639 (2022)                      | 40                 | modifier les données · modifier les données |
| Villeneuve-sur-Allier          | 03316      | CA Moulins Communauté | 26,30            | 1 037 (2022)                      | 39                 | modifier les données · modifier les données |
| Canton d'Yzeure                | 0319       |                       | 214,66           | 17 000 (2022)                     | 79                 | modifier les données                        |

## Démographie

### Démographie avant 2015
| 1975   | 1982   | 1990   | 1999   | 2006   | 2011   | 2012   |
| ------ | ------ | ------ | ------ | ------ | ------ | ------ |
| 16 893 | 17 342 | 16 496 | 16 492 | 16 523 | 17 362 | 17 410 |

### Démographie depuis 2015
En 2022, le canton comptait 17 000 habitants, en évolution de −3,65 % par rapport à 2016 (Allier : −1,38 %, France hors Mayotte : +2,11 %).
| 2013   | 2018   | 2022   |
| ------ | ------ | ------ |
| 17 385 | 17 295 | 17 000 |